# Elezioni provinciali in Italia del 2025
Le elezioni provinciali in Italia del 2025 si sono tenute in varie date nel corso dell'anno per eleggere 17 consigli provinciali e 18 presidenti di provincia. Si trattano di elezioni di secondo livello, in cui votano solo i sindaci e i consiglieri comunali della provincia. Per la prima volta dal 2015 si sono tenute anche in Sicilia.

## Elezione dei Presidenti di provincia
Legenda
     Coalizione di centro-sinistra
     Coalizione di centro-destra
     Alternativa Popolare
     Altre coalizioni
| Data         | Provincia                 | Presidente uscente | Presidente uscente      | Presidente eletto | Presidente eletto               | Fonti  |
| ------------ | ------------------------- | ------------------ | ----------------------- | ----------------- | ------------------------------- | ------ |
| 3 marzo      | Ravenna                   |                    | Michele De Pascale      |                   | Valentina Palli                 | [ 2 ]  |
| 30 marzo     | Terni                     |                    | Laura Pernazza          |                   | Stefano Bandecchi               | [ 3 ]  |
| 30 marzo     | Perugia                   |                    | Stefania Proietti       |                   | Massimiliano Presciutti         | [ 3 ]  |
| 6 aprile     | Salerno                   |                    | Franco Alfieri          |                   | Vincenzo Napoli                 | [ 4 ]  |
| 27 aprile    | Agrigento                 |                    | Giovanni Bologna        |                   | Giuseppe Pendolino              | [ 5 ]  |
| 27 aprile    | Caltanissetta             |                    | Dorotea Di Trapani      |                   | Walter Tesauro                  | [ 6 ]  |
| 27 aprile    | Enna                      |                    | Girolamo Di Fazio       |                   | Piero Antonio Santi Capizzi     | [ 7 ]  |
| 27 aprile    | Ragusa                    |                    | Patrizia Valenti        |                   | Maria Rita Annunziata Schembari | [ 8 ]  |
| 27 aprile    | Siracusa                  |                    | Mario La Rocca          |                   | Michelangelo Giansiracusa       | [ 9 ]  |
| 27 aprile    | Trapani                   |                    | Maria Concetta Antinoro |                   | Salvatore Quinci                | [ 10 ] |
| 22 maggio    | Taranto                   |                    | Rinaldo Melucci         |                   | Gianfranco Palmisano            |        |
| 27 giugno    | Caserta                   |                    | Giorgio Magliocca       |                   | Anacleto Colombiano             | [ 14 ] |
| 14 settembre | Novara                    |                    | Federico Binatti        |                   |                                 |        |
| 29 settembre | Gallura Nord-Est Sardegna |                    | Gaspare Piccinnu        |                   |                                 |        |
| 29 settembre | Medio Campidano           |                    | Vincenzo Basciu         |                   |                                 |        |
| 29 settembre | Nuoro                     |                    | Giuseppe Ciccolini      |                   |                                 |        |
| 29 settembre | Ogliastra                 |                    | Marzia Mameli           |                   |                                 |        |
| 29 settembre | Oristano                  |                    | Battistino Ghisu        |                   |                                 |        |
| 29 settembre | Sulcis Iglesiente         |                    | Sergio Murgia           |                   |                                 |        |

### Sommario
| Coalizione           | Presidenti | Variazione |
| -------------------- | ---------- | ---------- |
| Centro-sinistra      | 6 / 18     | 2          |
| Altri                | 3 / 18     | 3          |
| Centro-destra        | 2 / 18     | [ N 8 ]    |
| Alternativa Popolare | 1 / 18     | 1          |

## Elezione dei Consigli provinciali

### Elezione del Consiglio provinciale
| Data         | Provincia                 | Consiglio provinciale | Consiglio provinciale | Consiglio provinciale | Consiglio provinciale | Fonti  |
| Data         | Provincia                 | CDX                   | Centro                | CSX                   | Altri                 | Fonti  |
| ------------ | ------------------------- | --------------------- | --------------------- | --------------------- | --------------------- | ------ |
| Data         | Provincia                 |                       |                       |                       |                       | Fonti  |
| 7 aprile     | La Spezia                 | 6                     | –                     | 4                     | –                     | [ 15 ] |
| 27 aprile    | Agrigento                 | 11                    | -                     | 1                     | –                     | [ 16 ] |
| 27 aprile    | Caltanissetta             | 6                     | –                     | 3                     | 1                     | [ 17 ] |
| 27 aprile    | Enna                      | 6                     | –                     | 4                     | –                     | [ 18 ] |
| 27 aprile    | Ragusa                    | 6                     | 3                     | 3                     | –                     | [ 19 ] |
| 27 aprile    | Siracusa                  | 4                     | 7                     | 1                     | –                     | [ 20 ] |
| 27 aprile    | Trapani                   | 8                     | –                     | 4                     | –                     | [ 21 ] |
| 29 settembre | Gallura Nord-Est Sardegna |                       |                       |                       |                       |        |
| 29 settembre | Medio Campidano           |                       |                       |                       |                       |        |
| 29 settembre | Nuoro                     |                       |                       |                       |                       |        |
| 29 settembre | Ogliastra                 |                       |                       |                       |                       |        |
| 29 settembre | Oristano                  |                       |                       |                       |                       |        |
| 29 settembre | Sulcis Iglesiente         |                       |                       |                       |                       |        |

### Elezioni del Consiglio metropolitano
| Data         | Città metropolitana | Sindaco Metropolitano | Sindaco Metropolitano | Liste Consiglio   | Seggi  | Fonti  |
| ------------ | ------------------- | --------------------- | --------------------- | ----------------- | ------ | ------ |
| 27 aprile    | Catania             |                       | Enrico Trantino (FdI) | Fratelli d'Italia | 5 / 18 | [ 22 ] |
| 27 aprile    | Catania             | Forza Italia          | Enrico Trantino (FdI) | 4 / 18            |        | [ 22 ] |
| 27 aprile    | Catania             | Lega                  | Enrico Trantino (FdI) | 3 / 18            |        | [ 22 ] |
| 27 aprile    | Catania             | Grande Sicilia        | Enrico Trantino (FdI) | 3 / 18            |        | [ 22 ] |
| 27 aprile    | Catania             | PD - Alternativa      | Enrico Trantino (FdI) | 2 / 18            |        | [ 22 ] |
| 27 aprile    | Catania             | DC Sicilia            | Enrico Trantino (FdI) | 1 / 18            |        | [ 22 ] |
| 27 aprile    | Messina             |                       | Federico Basile (ScN) | Sud chiama Nord   | 4 / 14 | [ 25 ] |
| 27 aprile    | Messina             | Lega                  | Federico Basile (ScN) | 3 / 14            |        | [ 25 ] |
| 27 aprile    | Messina             | Forza Italia          | Federico Basile (ScN) | 2 / 14            |        | [ 25 ] |
| 27 aprile    | Messina             | Fratelli d'Italia     | Federico Basile (ScN) | 2 / 14            |        | [ 25 ] |
| 27 aprile    | Messina             | PD - Alternativa      | Federico Basile (ScN) | 2 / 14            |        | [ 25 ] |
| 27 aprile    | Messina             | Grande Sicilia        | Federico Basile (ScN) | 1 / 14            |        | [ 25 ] |
| 27 aprile    | Palermo             |                       | Roberto Lagalla (UdC) | Forza Italia      | 5 / 18 | [ 26 ] |
| 27 aprile    | Palermo             | Fratelli d'Italia     | Roberto Lagalla (UdC) | 3 / 18            |        | [ 26 ] |
| 27 aprile    | Palermo             | DC Sicilia            | Roberto Lagalla (UdC) | 3 / 18            |        | [ 26 ] |
| 27 aprile    | Palermo             | Partito Democratico   | Roberto Lagalla (UdC) | 3 / 18            |        | [ 26 ] |
| 27 aprile    | Palermo             | Alternativa           | Roberto Lagalla (UdC) | 2 / 18            |        | [ 26 ] |
| 27 aprile    | Palermo             | Lavoriamo per Palermo | Roberto Lagalla (UdC) | 1 / 18            |        | [ 26 ] |
| 27 aprile    | Palermo             | Lega                  | Roberto Lagalla (UdC) | 1 / 18            |        | [ 26 ] |
| 29 settembre | Cagliari            |                       | Massimo Zedda (PP)    |                   |        |        |
| 29 settembre | Sassari             |                       | Giuseppe Mascia (PD)  |                   |        |        |
| 5 ottobre    | Genova              |                       | Silvia Salis (Ind.)   |                   |        |        |

### Sommario
| Coalizione      | Consiglieri | Variazione |
| --------------- | ----------- | ---------- |
| Centro-destra   | 84 / 128    | 78         |
| Centro-sinistra | 29 / 128    | 26         |
| Centro          | 10 / 128    | 9          |
| Sud chiama Nord | 4 / 128     | 4          |
| Liste civiche   | 1 / 128     | 1          |

## Campania

### Provincia di Caserta
Elezione presidente della Provincia
| Candidati | Candidati           | Voti ponderati | %      |
| --------- | ------------------- | -------------- | ------ |
|           | Anacleto Colombiano | 50 709         | 54,66  |
|           | Antonio Mirra       | 30 390         | 32,76  |
|           | Angelo Di Costanzo  | 11 662         | 12,58  |
| Totale    | Totale              | 92 761         | 100,00 |

### Provincia di Salerno
Elezione presidente della Provincia
| Candidati | Candidati        | Voti ponderati | %      |
| --------- | ---------------- | -------------- | ------ |
|           | Enzo Napoli      | 49 794         | 64,89  |
|           | Giuseppe Rinaldi | 26 936         | 35,11  |
| Totale    | Totale           | 76 730         | 100,00 |

## Emilia-Romagna

### Provincia di Ravenna
Elezione presidente della Provincia
| Candidati | Candidati       | Voti ponderati | %      |
| --------- | --------------- | -------------- | ------ |
|           | Valentina Palli | 51 311         | 100,00 |
| Totale    | Totale          | 51 311         | 100,00 |

## Liguria

### Provincia di La Spezia
Elezione del consiglio provinciale
| Partito                            | Partito                              | Risultati | Risultati | Risultati | Seggi | Seggi |
| Partito                            | Partito                              | Voti      | %         | ±         | Num   | ±     |
| ---------------------------------- | ------------------------------------ | --------- | --------- | --------- | ----- | ----- |
|                                    | Insieme per La Spezia                | 48 749    | 54,68     | n.d.      | 6     | 0     |
|                                    | Per una Nuova Provincia della Spezia | 40 404    | 45,32     | n.d.      | 4     | +1    |
|                                    |                                      |           |           |           |       |       |
| Iscritti                           | Iscritti                             | 115 873   | 100,00    |           |       |       |
| ↳ Votanti (% su iscritti)          | ↳ Votanti (% su iscritti)            | 89 153    | 76,94     | n.d.      |       |       |
| ↳ Voti validi (% su votanti)       | ↳ Voti validi (% su votanti)         | 89 153    | 100,00    |           |       |       |
| ↳ Schede non valide (% su votanti) | ↳ Schede non valide (% su votanti)   | 0         | 0,00      |           |       |       |
| ↳ Astenuti (% su iscritti)         | ↳ Astenuti (% su iscritti)           | 26 720    | 23,06     |           |       |       |

| Eletti | Eletti                   |
| ------ | ------------------------ |
|        | Luca Spilamberti         |
|        | Marco Tarabugi           |
|        | Jacopo Ruggia            |
|        | Rita Mazzi               |
|        | Umberto Maria Costantini |
|        | Alberto Loi              |
|        | Gianluca Tinfena         |
|        | Viviana Cattani          |
|        | Sandro Pietrobono        |
|        | Simone Regoli            |

## Piemonte

### Provincia di Novara
Elezione presidente della Provincia
| Candidati | Candidati      | Voti ponderati | % |
| --------- | -------------- | -------------- | - |
|           | Cameri Pacileo |                |   |
|           | Marco Caccia   |                |   |
| Totale    |                |                |   |

## Puglia

### Provincia di Taranto
Elezione presidente della Provincia
| Candidati | Candidati            | Voti ponderati | %      |
| --------- | -------------------- | -------------- | ------ |
|           | Gianfranco Palmisano | 43 232         | 45,28  |
|           | Adolfo Alfredo Longo | 31 346         | 32,83  |
|           | Ciro D’Alò           | 20 901         | 21,89  |
| Totale    | Totale               | 95 479         | 100,00 |

## Sicilia

### Provincia di Agrigento
Elezione presidente del Libero Consorzio
| Candidati | Candidati          | Voti ponderati | %      |
| --------- | ------------------ | -------------- | ------ |
|           | Giuseppe Pendolino | 50 743         | 53,27  |
|           | Stefano Castellino | 44 512         | 46,73  |
| Totale    | Totale             | 95 255         | 100,00 |

Elezione del consiglio del libero consorzio
| Partito                            | Partito                               | Risultati | Risultati | Risultati | Seggi | Seggi |
| Partito                            | Partito                               | Voti      | %         | ±         | Num   | ±     |
| ---------------------------------- | ------------------------------------- | --------- | --------- | --------- | ----- | ----- |
|                                    | Forza Azzurri                         | 22 445    | 23,41     | n.d.      | 3     | n.d.  |
|                                    | Democrazia Cristiana                  | 22 157    | 23,11     | n.d.      | 3     | n.d.  |
|                                    | Uniti per Agrigento                   | 18 831    | 19,64     | n.d.      | 3     | n.d.  |
|                                    | Fratelli d'Italia                     | 15 394    | 16,06     | n.d.      | 2     | n.d.  |
|                                    | Insieme per la Provincia di Agrigento | 11 543    | 12,04     | n.d.      | 1     | n.d.  |
|                                    | Lega per Salvini Premier              | 5 512     | 5,75      | n.d.      | 0     | n.d.  |
|                                    |                                       |           |           |           |       |       |
| Iscritti                           | Iscritti                              | 99 753    | 100,00    |           |       |       |
| ↳ Votanti (% su iscritti)          | ↳ Votanti (% su iscritti)             | 95 882    | 96,12     | n.d.      |       |       |
| ↳ Voti validi (% su votanti)       | ↳ Voti validi (% su votanti)          | 95 882    | 100,00    |           |       |       |
| ↳ Schede non valide (% su votanti) | ↳ Schede non valide (% su votanti)    | 0         | 0,00      |           |       |       |
| ↳ Astenuti (% su iscritti)         | ↳ Astenuti (% su iscritti)            | 3 871     | 3,88      |           |       |       |

| Eletti | Eletti                 |
| ------ | ---------------------- |
|        | Alessandro Grassadonio |
|        | Domenico Scicolone     |
|        | Cutrera Giovanni       |
|        | Vito Tragna            |
|        | Rino Castronovo        |
|        | Anna Alongi            |
|        | Anna Triglia           |
|        | Giuliano Traina        |
|        | Antonino Amato         |
|        | Gioacchino Nicastro    |
|        | Milko Cinà             |
|        | Ambrogio Giuseppe      |

### Provincia di Caltanissetta
Elezione presidente del Libero Consorzio
| Candidati | Candidati                      | Voti ponderati | %      |
| --------- | ------------------------------ | -------------- | ------ |
|           | Walter Tesauro                 | 35 032         | 36,41  |
|           | Massimiliano Valentino Conti   | 31 225         | 32,46  |
|           | Giuseppe Terenziano Di Stefano | 29 945         | 31,13  |
| Totale    | Totale                         | 96 202         | 100,00 |

Elezione del consiglio del libero consorzio
| Partito                            | Partito                            | Risultati | Risultati | Risultati | Seggi | Seggi |
| Partito                            | Partito                            | Voti      | %         | ±         | Num   | ±     |
| ---------------------------------- | ---------------------------------- | --------- | --------- | --------- | ----- | ----- |
|                                    | Forza Italia                       | 31 527    | 32,47     | n.d.      | 4     | n.d.  |
|                                    | L'Alternativa con Terenziano       | 27 692    | 28,52     | n.d.      | 3     | n.d.  |
|                                    | Fratelli d'Italia                  | 10 740    | 11,06     | n.d.      | 1     | n.d.  |
|                                    | Lega per Salvini Premier           | 9 492     | 9,78      | n.d.      | 1     | n.d.  |
|                                    | Civici per il nostro territorio    | 7 661     | 7,89      | n.d.      | 1     | n.d.  |
|                                    | Democrazia Cristiana               | 6 839     | 7,04      | n.d.      | 0     | n.d.  |
|                                    | Noi moderati                       | 3 144     | 3,24      | n.d.      | 0     | n.d.  |
|                                    |                                    |           |           |           |       |       |
| Iscritti                           | Iscritti                           | 99 873    | 100,00    |           |       |       |
| ↳ Votanti (% su iscritti)          | ↳ Votanti (% su iscritti)          | 97 095    | 97,22     | n.d.      |       |       |
| ↳ Voti validi (% su votanti)       | ↳ Voti validi (% su votanti)       | 97 095    | 100,00    |           |       |       |
| ↳ Schede non valide (% su votanti) | ↳ Schede non valide (% su votanti) | 0         | 0,00      |           |       |       |
| ↳ Astenuti (% su iscritti)         | ↳ Astenuti (% su iscritti)         | 2 778     | 2,78      |           |       |       |

| Eletti | Eletti               |
| ------ | -------------------- |
|        | Gianluca Miccichè    |
|        | Salvatore Sardella   |
|        | Rosario Sorce        |
|        | Filippo Balbo        |
|        | Gioacchino Comparato |
|        | Antonio Cuvato       |
|        | Annalisa Petitto     |
|        | Gianluca Bruzzaniti  |
|        | Rosario Carapezza    |
|        | Basilio Martino      |

### Città metropolitana di Catania
Elezione del consiglio della città metropolitana
| Partito                            | Partito                             | Risultati | Risultati | Risultati | Seggi | Seggi |
| Partito                            | Partito                             | Voti      | %         | ±         | Num   | ±     |
| ---------------------------------- | ----------------------------------- | --------- | --------- | --------- | ----- | ----- |
|                                    | Fratelli d'Italia                   | 25 769    | 26,82     | n.d.      | 5     | n.d.  |
|                                    | Forza Italia                        | 19 911    | 20,72     | n.d.      | 4     | n.d.  |
|                                    | Grande Sicilia                      | 17 590    | 18,31     | n.d.      | 3     | n.d.  |
|                                    | Lega per Salvini Premier            | 15 854    | 16,50     | n.d.      | 3     | n.d.  |
|                                    | Partito Democratico - L'Alternativa | 12 035    | 12,52     | n.d.      | 2     | n.d.  |
|                                    | Democrazia Cristiana                | 4 930     | 5,13      | n.d.      | 1     | n.d.  |
|                                    |                                     |           |           |           |       |       |
| Iscritti                           | Iscritti                            | 99 513    | 100,00    |           |       |       |
| ↳ Votanti (% su iscritti)          | ↳ Votanti (% su iscritti)           | 96 089    | 96,56     | n.d.      |       |       |
| ↳ Voti validi (% su votanti)       | ↳ Voti validi (% su votanti)        | 96 089    | 100,00    |           |       |       |
| ↳ Schede non valide (% su votanti) | ↳ Schede non valide (% su votanti)  | 0         | 0,00      |           |       |       |
| ↳ Astenuti (% su iscritti)         | ↳ Astenuti (% su iscritti)          | 3 424     | 3,44      |           |       |       |

| Eletti | Eletti                             |
| ------ | ---------------------------------- |
|        | Alessandro Campisi                 |
|        | Gesualdo Grimaldi                  |
|        | Santo Trovato                      |
|        | Mario Fabio Savasta                |
|        | Emilio Pappalardo                  |
|        | Roberto Barbagallo                 |
|        | Melania Luana Miraglia             |
|        | Antonino Montemagno                |
|        | Antonino Anzalone                  |
|        | Vincenzo Santonocito               |
|        | Francesco Alparone                 |
|        | Maria Grazia Rotella               |
|        | Sergio Gruttadauria                |
|        | Alfio D’Urso                       |
|        | Ruggero Agatino Strano             |
|        | Graziano Calanna                   |
|        | Giuseppa Maria Antonia Giardinelli |
|        | Angelo Spina                       |

### Provincia di Enna
Elezione presidente del Libero Consorzio
| Candidati | Candidati        | Voti ponderati | %      |
| --------- | ---------------- | -------------- | ------ |
|           | Antonio Capizzi  | 54 858         | 56,89  |
|           | Rosario Colianni | 41 572         | 43,11  |
| Totale    | Totale           | 96 430         | 100,00 |

Elezione del consiglio del libero consorzio
| Partito                            | Partito                             | Risultati | Risultati | Risultati | Seggi | Seggi |
| Partito                            | Partito                             | Voti      | %         | ±         | Num   | ±     |
| ---------------------------------- | ----------------------------------- | --------- | --------- | --------- | ----- | ----- |
|                                    | Partito Democratico - L'Alternativa | 31 738    | 32,79     | n.d.      | 4     | n.d.  |
|                                    | Grande Sicilia                      | 19 175    | 19,81     | n.d.      | 2     | n.d.  |
|                                    | Forza Italia                        | 13 382    | 13,82     | n.d.      | 1     | n.d.  |
|                                    | Fratelli d'Italia                   | 12 307    | 12,71     | n.d.      | 1     | n.d.  |
|                                    | Democrazia Cristiana                | 10 563    | 10,91     | n.d.      | 1     | n.d.  |
|                                    | Lega per Salvini Premier            | 9 641     | 9,96      | n.d.      | 1     | n.d.  |
|                                    |                                     |           |           |           |       |       |
| Iscritti                           | Iscritti                            | 99 882    | 100,00    |           |       |       |
| ↳ Votanti (% su iscritti)          | ↳ Votanti (% su iscritti)           | 96 806    | 96,92     | n.d.      |       |       |
| ↳ Voti validi (% su votanti)       | ↳ Voti validi (% su votanti)        | 96 806    | 100,00    |           |       |       |
| ↳ Schede non valide (% su votanti) | ↳ Schede non valide (% su votanti)  | 0         | 0,00      |           |       |       |
| ↳ Astenuti (% su iscritti)         | ↳ Astenuti (% su iscritti)          | 3 076     | 3,08      |           |       |       |

| Eletti | Eletti                |
| ------ | --------------------- |
|        | Domenico Scavuzzo     |
|        | Nino Di Naso          |
|        | Salvatore Cappa       |
|        | Giovanni Gentile      |
|        | Maria Di Costa        |
|        | Maria Greco           |
|        | Maria Stella Nicolosi |
|        | Nino Cammarata        |
|        | Antonio Pagliazzo     |
|        | Pino Castello         |

### Città metropolitana di Messina
Elezione del consiglio della città metropolitana
| Partito                            | Partito                             | Risultati | Risultati | Risultati | Seggi | Seggi |
| Partito                            | Partito                             | Voti      | %         | ±         | Num   | ±     |
| ---------------------------------- | ----------------------------------- | --------- | --------- | --------- | ----- | ----- |
|                                    | Avanti con Basile Sindaco           | 24 642    | 26,28     | n.d.      | 4     | n.d.  |
|                                    | Lega per Salvini Premier            | 17 409    | 18,56     | n.d.      | 3     | n.d.  |
|                                    | Fratelli d'Italia                   | 15 655    | 16,69     | n.d.      | 2     | n.d.  |
|                                    | Forza Italia                        | 15 442    | 16,47     | n.d.      | 2     | n.d.  |
|                                    | Partito Democratico - L'Alternativa | 11 627    | 12,40     | n.d.      | 2     | n.d.  |
|                                    | Grande Sicilia                      | 5 447     | 5,81      | n.d.      | 1     | n.d.  |
|                                    | Democrazia Cristiana                | 3 553     | 3,79      | n.d.      | 0     | n.d.  |
|                                    |                                     |           |           |           |       |       |
| Iscritti                           | Iscritti                            | 99 513    | 100,00    |           |       |       |
| ↳ Votanti (% su iscritti)          | ↳ Votanti (% su iscritti)           | 93 780    | 94,24     | n.d.      |       |       |
| ↳ Voti validi (% su votanti)       | ↳ Voti validi (% su votanti)        | 93 775    | 99,99     |           |       |       |
| ↳ Schede non valide (% su votanti) | ↳ Schede non valide (% su votanti)  | 5         | 0,01      |           |       |       |
| ↳ Schede bianche (% su votanti)    | ↳ Schede bianche (% su votanti)     | 1         | 0,00      |           |       |       |
| ↳ Schede nulle (% su votanti)      | ↳ Schede nulle (% su votanti)       | 4         | 0,00      |           |       |       |
| ↳ Astenuti (% su iscritti)         | ↳ Astenuti (% su iscritti)          | 5 733     | 5,76      |           |       |       |

| Eletti | Eletti                      |
| ------ | --------------------------- |
|        | Giuseppe Crisafulli         |
|        | Flavio Santoro              |
|        | Carmelina Bambara           |
|        | Daniela Zirilli             |
|        | Alberto Ferraù              |
|        | Giuseppe Calabrò            |
|        | Antonino Russo              |
|        | Francesco Perdichizzi       |
|        | Libero Gioveni              |
|        | Carmelo Pietrafitta         |
|        | Alessandra Milio            |
|        | Felice Calabrò              |
|        | Domenico Sebastiano Santisi |
|        | Ilenia Torre                |

### Città metropolitana di Palermo
Elezione del consiglio della città metropolitana
| Partito                            | Partito                                                  | Risultati | Risultati | Risultati | Seggi | Seggi |
| Partito                            | Partito                                                  | Voti      | %         | ±         | Num   | ±     |
| ---------------------------------- | -------------------------------------------------------- | --------- | --------- | --------- | ----- | ----- |
|                                    | Forza Italia - PPE                                       | 23 132    | 23,90     | n.d.      | 5     | n.d.  |
|                                    | Fratelli d'Italia                                        | 15 257    | 15,76     | n.d.      | 3     | n.d.  |
|                                    | Partito Democratico                                      | 13 505    | 13,95     | n.d.      | 3     | n.d.  |
|                                    | Democrazia Cristiana                                     | 13 481    | 13,93     | n.d.      | 3     | n.d.  |
|                                    | L'Alternativa                                            | 12 072    | 12,47     | n.d.      | 2     | n.d.  |
|                                    | Lavoriamo per Palermo - Grande Sicilia - Lagalla Sindaco | 8 728     | 9,02      | n.d.      | 1     | n.d.  |
|                                    | Lega per Salvini Premier                                 | 7 442     | 7,69      | n.d.      | 1     | n.d.  |
|                                    | Noi moderati                                             | 3 186     | 3,29      | n.d.      | 0     | n.d.  |
|                                    |                                                          |           |           |           |       |       |
| Iscritti                           | Iscritti                                                 | 96 835    | 100,00    |           |       |       |
| ↳ Votanti (% su iscritti)          | ↳ Votanti (% su iscritti)                                | 96 805    | 99,97     | n.d.      |       |       |
| ↳ Voti validi (% su votanti)       | ↳ Voti validi (% su votanti)                             | 96 803    | 100,00    |           |       |       |
| ↳ Schede non valide (% su votanti) | ↳ Schede non valide (% su votanti)                       | 2         | 0,00      |           |       |       |
| ↳ Schede bianche (% su votanti)    | ↳ Schede bianche (% su votanti)                          | 2         | 0,00      |           |       |       |
| ↳ Schede nulle (% su votanti)      | ↳ Schede nulle (% su votanti)                            | 0         | 0,00      |           |       |       |
| ↳ Astenuti (% su iscritti)         | ↳ Astenuti (% su iscritti)                               | 30        | 0,03      |           |       |       |

| Eletti | Eletti                    |
| ------ | ------------------------- |
|        | Claudio Armetta           |
|        | Vito Rizzo                |
|        | Katia Meli                |
|        | Pasquale Terrani          |
|        | Gianluca Inzerillo        |
|        | Francesco Paolo Martorana |
|        | Alessandro Aricò          |
|        | Angelo Conti              |
|        | Giovì Monteleone          |
|        | Maurizio Costanza         |
|        | Rosario Lapunzina         |
|        | Giuseppe Tripoli          |
|        | Luciano Marino            |
|        | Flavio Pillitteri         |
|        | Fabio Giambrone           |
|        | Antonino Randazzo         |
|        | Dario Chinnici            |
|        | Giovanni Di Giacinto      |

### Provincia di Ragusa
Elezione presidente del Libero Consorzio
| Candidati | Candidati                      | Voti ponderati | %      |
| --------- | ------------------------------ | -------------- | ------ |
|           | Maria Rita Schembari           | 46 304         | 46,80  |
|           | Gianfranco Fidone              | 28 053         | 28,35  |
|           | Giuseppe Terenziano Di Stefano | 24 591         | 24,85  |
| Totale    | Totale                         | 98 948         | 100,00 |

Elezione del consiglio del libero consorzio
| Partito                            | Partito                             | Risultati | Risultati | Risultati | Seggi | Seggi |
| Partito                            | Partito                             | Voti      | %         | ±         | Num   | ±     |
| ---------------------------------- | ----------------------------------- | --------- | --------- | --------- | ----- | ----- |
|                                    | Partito Democratico - L'Alternativa | 26 635    | 26,82     | n.d.      | 3     | n.d.  |
|                                    | Democrazia Cristiana                | 26 377    | 26,56     | n.d.      | 3     | n.d.  |
|                                    | Voce Comune                         | 21 501    | 21,65     | n.d.      | 3     | n.d.  |
|                                    | Fratelli d'Italia                   | 17 297    | 17,42     | n.d.      | 2     | n.d.  |
|                                    | Forza Italia                        | 7 488     | 7,54      | n.d.      | 1     | n.d.  |
|                                    |                                     |           |           |           |       |       |
| Iscritti                           | Iscritti                            | 99 936    | 100,00    |           |       |       |
| ↳ Votanti (% su iscritti)          | ↳ Votanti (% su iscritti)           | 99 298    | 99,36     | n.d.      |       |       |
| ↳ Voti validi (% su votanti)       | ↳ Voti validi (% su votanti)        | 99 298    | 100,00    |           |       |       |
| ↳ Schede non valide (% su votanti) | ↳ Schede non valide (% su votanti)  | 0         | 0,00      |           |       |       |
| ↳ Astenuti (% su iscritti)         | ↳ Astenuti (% su iscritti)          | 638       | 0,64      |           |       |       |

| Eletti | Eletti                    |
| ------ | ------------------------- |
|        | Gaetano Scollo            |
|        | Salvatore Schembari       |
|        | Giovanni Garretto         |
|        | Irene Tidona              |
|        | Giovanni D’Aquila         |
|        | Ippolito Ruffino          |
|        | Angelo Galifi             |
|        | Giuseppe Cassì            |
|        | Maria Monisteri Caschetto |
|        | Giuseppe Dimartino        |
|        | Federico Chinnici         |
|        | Samuele Cultrera          |

### Provincia di Siracusa
Elezione presidente del Libero Consorzio
| Candidati | Candidati                 | Voti ponderati | %      |
| --------- | ------------------------- | -------------- | ------ |
|           | Michelangelo Giansiracusa | 65 468         | 85,66  |
|           | Giuseppe Stefio           | 10 962         | 14,34  |
| Totale    | Totale                    | 76 430         | 100,00 |

Elezione del consiglio del libero consorzio
| Partito                            | Partito                                                 | Risultati | Risultati | Risultati | Seggi | Seggi |
| Partito                            | Partito                                                 | Voti      | %         | ±         | Num   | ±     |
| ---------------------------------- | ------------------------------------------------------- | --------- | --------- | --------- | ----- | ----- |
|                                    | Michelangelo Giansiracusa Presidente - Comuni al Centro | 54 260    | 55,06     | n.d.      | 7     | n.d.  |
|                                    | Forza Italia                                            | 17 595    | 17,85     | n.d.      | 2     | n.d.  |
|                                    | Fratelli d'Italia                                       | 14 470    | 14,68     | n.d.      | 2     | n.d.  |
|                                    | Partito Democratico - L'Alternativa                     | 12 223    | 12,40     | n.d.      | 1     | n.d.  |
|                                    |                                                         |           |           |           |       |       |
| Iscritti                           | Iscritti                                                | 99 793    | 100,00    |           |       |       |
| ↳ Votanti (% su iscritti)          | ↳ Votanti (% su iscritti)                               | 98 548    | 98,75     | n.d.      |       |       |
| ↳ Voti validi (% su votanti)       | ↳ Voti validi (% su votanti)                            | 98 548    | 100,00    |           |       |       |
| ↳ Schede non valide (% su votanti) | ↳ Schede non valide (% su votanti)                      | 0         | 0,00      |           |       |       |
| ↳ Astenuti (% su iscritti)         | ↳ Astenuti (% su iscritti)                              | 1 245     | 1,25      |           |       |       |

| Eletti | Eletti             |
| ------ | ------------------ |
|        | Conci Carbone      |
|        | Salvo Cannata      |
|        | Pietro Rosa        |
|        | Diego Giarratana   |
|        | Giuseppe Vinci     |
|        | Matteo Melfi       |
|        | Vanessa Impeduglia |
|        | Gaetano Gennuso    |
|        | Cosimo Burti       |
|        | Rossana Cannata    |
|        | Rosario Cavallo    |
|        | Giuseppe Stefio    |

### Provincia di Trapani
Elezione presidente del Libero Consorzio
| Candidati | Candidati        | Voti ponderati | %      |
| --------- | ---------------- | -------------- | ------ |
|           | Salvatore Quinci | 47 644         | 50,67  |
|           | Rosario Colianni | 46 401         | 49,33  |
| Totale    | Totale           | 94 054         | 100,00 |

Elezione del consiglio del libero consorzio
| Partito                            | Partito                            | Risultati | Risultati | Risultati | Seggi | Seggi |
| Partito                            | Partito                            | Voti      | %         | ±         | Num   | ±     |
| ---------------------------------- | ---------------------------------- | --------- | --------- | --------- | ----- | ----- |
|                                    | Quinci Presidente                  | 30 121    | 31,67     | n.d.      | 4     | n.d.  |
|                                    | Lega per Salvini Premier           | 17 299    | 18,19     | n.d.      | 2     | n.d.  |
|                                    | Fratelli d'Italia                  | 17 244    | 18,13     | n.d.      | 2     | n.d.  |
|                                    | Forza Italia                       | 17 067    | 17,94     | n.d.      | 2     | n.d.  |
|                                    | Democrazia Cristiana               | 13 388    | 14,08     | n.d.      | 2     | n.d.  |
|                                    |                                    |           |           |           |       |       |
| Iscritti                           | Iscritti                           | 99 016    | 100,00    |           |       |       |
| ↳ Votanti (% su iscritti)          | ↳ Votanti (% su iscritti)          | 95 119    | 96,06     | n.d.      |       |       |
| ↳ Voti validi (% su votanti)       | ↳ Voti validi (% su votanti)       | 95 119    | 100,00    |           |       |       |
| ↳ Schede non valide (% su votanti) | ↳ Schede non valide (% su votanti) | 0         | 0,00      |           |       |       |
| ↳ Astenuti (% su iscritti)         | ↳ Astenuti (% su iscritti)         | 3 897     | 3,94      |           |       |       |

| Eletti | Eletti                  |
| ------ | ----------------------- |
|        | Francesco Foggia        |
|        | Laura Barone            |
|        | Giovanni Iacono Fullone |
|        | Ernesto Raccagna        |
|        | Saverio Messana         |
|        | Alberto Mazzeo          |
|        | Maurizio Miceli         |
|        | Vincenza Corbo          |
|        | Vincenzo Sturiano       |
|        | Vito Milazzo            |
|        | Walter Alagna           |
|        | Alessia Rizzo           |

## Umbria

### Provincia di Perugia
Elezione presidente della Provincia
| Candidati | Candidati               | Voti ponderati | %      |
| --------- | ----------------------- | -------------- | ------ |
|           | Massimiliano Presciutti | 49 794         | 58,25  |
|           | Elisa Sabbatini         | 35 684         | 41,75  |
| Totale    | Totale                  | 85 478         | 100,00 |

### Provincia di Terni
Elezione presidente della Provincia
| Candidati | Candidati         | Voti ponderati | %      |
| --------- | ----------------- | -------------- | ------ |
|           | Stefano Bandecchi | 38 523         | 41,4   |
|           | Lorenzo Lucarelli | 27 387         | 29,4   |
|           | Roberta Tardani   | 27 221         | 29,2   |
| Totale    | Totale            | 93 131         | 100,00 |

### Esplicative
1. 1 2 3 4 5 6  I Liberi consorzi comunali sono retti dal 15 agosto 2015 da un commissario straordinario di nomina regionale. DPR n.537/2015
2. 1 2  Sostenuto da Italia Viva, Movimento per l'Autonomia, Forza Italia, Partito Democratico e Movimento 5 Stelle[5]
3. 1 2  Sostenuto da Azione, Movimento per l'Autonomia, Democrazia Cristiana e Lega[9]
4. 1 2  Sostenuto da Forza Italia, Azione, Moderati, Italia Viva e parti di Fratelli d'Italia.[11][12][13]
5. 1 2 3 4 5 6  Le province in Sardegna sono rette da un commissario straordinario di nomina regionale.
6. ↑  Include 2 presidenti eletti in Sicilia, precedentemente commissariati e non assegnati ad alcuna coalizione
7. ↑  Include 2 presidenti eletti in Sicilia, precedentemente commissariati e non assegnati ad alcuna coalizione
8. ↑  Include 2 presidenti eletti in Sicilia, precedentemente commissariati e non assegnati ad alcuna coalizione
9. ↑   3 DC, 3 in Forza Azzurri, 3 L. civ. "Uniti per Agrigento", 2 FdI
10. ↑  in Insieme per la Provincia di Agrigento
11. ↑  4 FI, 1 FdI, 1 LSP
12. ↑  3 Alternativa
13. ↑  1 L.civ. "Civici per il nostro territorio"
14. ↑  2 GS, 1 FI, 1 FdI, 1 LSP, 1 DC
15. ↑  4 PD-Alternativa
16. ↑  3 Lista civica "Voce in Comune", 2 FdI, 1 FI
17. ↑  3 DC
18. ↑  3 PD-Alternativa
19. ↑  2 FdI, 2 FI
20. ↑  7 Lista civica "Comuni al Centro"
21. ↑  1 PD
22. ↑  2 FI, 2 FdI, 2 LSP, 2 DC
23. ↑  4 Lista civica "Quinci Presidente"
24. 1 2 3 4 5 6 7  Include Unione di Centro, Movimento per l'Autonomia e le liste civiche vicine a Roberto Lagalla.[23]
25. 1 2 3 4  Include Movimento 5 Stelle, Europa Verde, Sinistra Italiana e Controcorrente.[24]
26. ↑  Include 78 consiglieri eletti in Sicilia, precedentemente commissariati e non assegnati ad alcuna coalizione.
27. ↑  Include 25 consiglieri eletti in Sicilia, precedentemente commissariati e non assegnati ad alcuna coalizione.
28. ↑  Include 10 consiglieri eletti in Sicilia, precedentemente commissariati e non assegnati ad alcuna coalizione.
29. ↑  Include 4 consiglieri eletti in Sicilia, precedentemente commissariati e non assegnati ad alcuna coalizione.
30. ↑  Include 1 consigliere eletto in Sicilia, precedentemente commissariati e non assegnati ad alcuna coalizione.
31. ↑  Sostenuto da Partito Democratico (Italia) e Noi di Centro[27]
32. ↑  Sostenuto da Noi Moderati e Lega[28]
33. ↑  Sostenuto da Partito Democratico, Partito Socialista Italiano e Campania Libera[29]
34. ↑  Sostenuto da Fratelli d'Italia, Forza Italia, Lega, Noi moderati e Unione di Centro[30]
35. ↑  Sostenuto da Partito Democratico, Partito Socialista Italiano e Partito Repubblicano Italiano
36. ↑  Lista sostenuta da Fratelli d'Italia, Lega, Forza Italia, Noi Moderati, Avanti Liguria e Unione di Centro
37. ↑  Lista sostenuta da Partito Democratico, Alleanza Verdi e Sinistra e Lista Sansa
38. ↑  Rispetto la somma di Centro sinistra per una nuova Provincia della Spezia – Il nostro territorio un bene comune e In Provincia sinistra ambiente lavoro, che nel 2023 correvano divisi
39. ↑  Sostenuto da Partito Democratico, Movimento 5 Stelle, Italia Viva, Partito Socialista Italiano, Azione e Demos[31]
40. ↑  Sostenuto da Fratelli d'Italia, Forza Italia e Lega[32]
41. ↑  Sostenuto da Partito Democratico, Movimento 5 Stelle e Alleanza Verdi e Sinistra[33]
42. ↑  Sostenuto da Fratelli d'Italia, Forza Italia, Lega e Noi moderati
43. ↑  Sostenuto da Fratelli d'Italia, Democrazia Cristiana, Lega, Noi moderati e Unione di Centro
44. ↑  Lista che fa riferimento a Giovanni Di Mauro
45. ↑  Lista che fa riferimento al Partito Democratico
46. ↑  Sostenuto da Forza Italia, Unione di Centro e Movimento per l'Autonomia
47. ↑  Sostenuto da Fratelli d'Italia, Democrazia Cristiana, Lega, Noi moderati
48. ↑  Sostenuto da Partito Democratico, Movimento 5 Stelle, Italia Viva, Alleanza Verdi e Sinistra e Controcorrente
49. ↑  Include Partito Democratico, Movimento 5 Stelle, Alleanza Verdi e Sinistra e Controcorrente.
50. ↑  Lista composta da esponenti civici guidata da Salvatore Noto, sindaco di Marianopoli
51. ↑  Include candidati di Sud chiama Nord
52. ↑  Include Movimento 5 Stelle, Alleanza Verdi e Sinistra e Controcorrente.
53. ↑  Sostenuto da Partito Democratico, Movimento 5 Stelle, Alleanza Verdi e Sinistra, Controcorrente, Forza Italia e Movimento per l'Autonomia
54. ↑  Sostenuto da Fratelli d'Italia, Democrazia Cristiana, Lega, Noi moderati e Sud chiama Nord
55. ↑  Include Movimento 5 Stelle, Alleanza Verdi e Sinistra e Controcorrente.
56. ↑  Lista sostenuta anche da Sud chiama Nord
57. ↑  Include candidati di Sud chiama Nord
58. ↑  Include Movimento 5 Stelle, Alleanza Verdi e Sinistra e Controcorrente.
59. ↑  Include candidati di Sud chiama Nord
60. ↑  Sostenuto da Fratelli d'Italia, Forza Italia, Lega, Unione di Centro e Movimento per l'Autonomia
61. ↑  Sostenuto da Democrazia Cristiana e liste civiche trasversali
62. ↑  Sostenuto da Partito Democratico, Movimento 5 Stelle, Alleanza Verdi e Sinistra e Controcorrente
63. ↑  Include Movimento 5 Stelle, Alleanza Verdi e Sinistra e Controcorrente.
64. ↑  Lista legata ad Antonino Minardo che include Unione di Centro, Movimento per l'Autonomia e Lega
65. ↑  Sostenuto da Partito Democratico, Movimento 5 Stelle, Alleanza Verdi e Sinistra e Controcorrente
66. ↑  Lista legata al candidato presidente che include Azione, Movimento per l'Autonomia, Democrazia Cristiana e Lega
67. ↑  Include Movimento 5 Stelle, Alleanza Verdi e Sinistra e Controcorrente.
68. ↑  Sostenuto da Partito Democratico, Movimento 5 Stelle, Alleanza Verdi e Sinistra, Italia Viva, Controcorrente, Sud chiama Nord e dissidenti di Forza Italia
69. ↑  Sostenuto da Fratelli d'Italia, Forza Italia, Democrazia Cristiana, Lega, Noi moderati e Movimento per l'Autonomia
70. ↑  Include Partito Democratico, Movimento 5 Stelle, Alleanza Verdi e Sinistra, Italia Viva, Controcorrente e Sud chiama Nord
71. ↑  Sostenuto da Partito Democratico, Movimento 5 Stelle, Alleanza Verdi e Sinistra, Partito Socialista Italiano, Civici Umbri e dissidenti di centrodestra[34]
72. ↑  Sostenuto da Fratelli d'Italia, Forza Italia, Lega, Noi moderati e Civitas Umbra
73. ↑  Sostenuto da Alternativa Popolare
74. ↑  Sostenuto da Partito Democratico, Movimento 5 Stelle, Alleanza Verdi e Sinistra, Partito Socialista Italiano e Civici Umbri
75. ↑  Sostenuto da Fratelli d'Italia, Forza Italia, Lega, Noi moderati e Civitas Umbra[35]